# Allison & Lillia
Allison & Lillia (jap. アリソンとリリア Arison to Riria; dosł. Allison i Lillia) – anime autorstwa Masayoshi Nishidy, stworzone przez studio Madhouse.
Składa się z 26 odcinków, podzielonych na dwie 'części' – obydwie liczą po 13 odcinków. Pierwsza część opowiada o przygodach Allison i Wila, druga zaś o przygodach córki Allison – Lilli oraz jej przyjaciela Treize. Serial emitowany na kanale Hyper+ w polskiej wersji językowej (napisy).

## Opis fabuły
Jest rok 3287. Na wielkim kontynencie dominują dwa mocarstwa: Roxche i Sou Beil oddzielone od siebie górami i rzeką Lutoni. Po latach wojen oba kraje zawiesiły broń, jednak nadal są do siebie wrogo nastawione.
Wil Schultz jest mieszkańcem Roxche i wiedzie spokojne życie, koncentrując się głównie na nauce. Pewnego dnia odwiedza go koleżanka z dzieciństwa – Allison Whittington, która niedawno wstąpiła do wojska. Bohaterowie dowiadują się od pewnego starca o skarbie ukrytym na terytorium wroga. Jego odnalezienie przyczyniłoby się do pogodzenia zwaśnionych państw. Przyjaciele wyruszają na poszukiwania. Po drodze czeka ich mnóstwo niebezpiecznych przygód.
Fabuła serialu została podzielona na dwie części. W pierwszej widzowie poznają wspomnianych już wcześniej bohaterów: Allison i Wila. Druga część rozgrywa się piętnaście lat później, a jej głównymi bohaterami są Lillia oraz jej przyjaciel z dzieciństwa Treize.

## Odcinki
| #  | Tytuł                                                                              | Premiera            | Premiera        |
| -- | ---------------------------------------------------------------------------------- | ------------------- | --------------- |
| 01 | Allison and Wil Arison to Viru (アリソンとヴィル)                                  | 3 kwietnia 2008     | 30 maja 2010    |
| 02 | To the Enemy Nation! Tekikoku e! (敵国へ!)                                         | 10 kwietnia 2008    | 31 maja 2010    |
| 03 | Walter's Battle Warutā no Tatakai (ワルターの戦い)                                 | 17 kwietnia 2008    | 1 czerwca 2010  |
| 04 | Two Person World Futari no Iru Sekai (二人のいる世界)                              | 24 kwietnia 2008    | 2 czerwca 2010  |
| 05 | Closed Forest Tozasareta Mori (閉ざされた森)                                       | 1 maja 2008         | 3 czerwca 2010  |
| 06 | Fiona's Valley Fiona no Tani (フィオナの谷)                                        | 8 maja 2008         | 4 czerwca 2010  |
| 07 | The Entrusted Ones Takusareta Monotachi (託された者たち)                           | 15 maja 2008        | 5 czerwca 2010  |
| 08 | The Princess and the Hero Ojō-sama to Eiyū (お嬢様と英雄)                          | 22 maja 2008        | 6 czerwca 2010  |
| 09 | The Bridge on the Former Battlefield Moto Senjō ni Kakaru Hashi (元戦場に架かる橋) | 29 maja 2008        | 7 czerwca 2010  |
| 10 | The Train Known as Conspiracy Inbō to Iu Na no Ressha (陰謀という名の列車)         | 5 czerwca 2008      | 8 czerwca 2010  |
| 11 | Shoot At The Armored Car Sōkōsha ni Mukatte Ute (装甲車に向って撃て)               | 12 czerwca 2008     | 9 czerwca 2010  |
| 12 | A Long Day For Lilliane Ririānu no Nagai Ichinichi (リリアーヌの長い一日)          | 19 czerwca 2008     | 10 czerwca 2010 |
| 13 | And The Two Soshite Futari wa (そして二人は)                                       | 26 czerwca 2008     | 11 czerwca 2010 |
| 14 | Lillia and Treize Riria to Toreizu (リリアとトレイズ)                              | 3 lipca 2008        | 12 czerwca 2010 |
| 15 | Disaster! Sōnan! (遭難!)                                                           | 10 lipca 2008       | 13 czerwca 2010 |
| 16 | Charity Flying Boat Charitī Hikōtei (チャリティー飛行艇)                           | 17 lipca 2008       | 14 czerwca 2010 |
| 17 | Wing of Justice Taigi no Tsubasa (大義の翼)                                        | 24 lipca 2008       | 15 czerwca 2010 |
| 18 | Reward Kiss Gohōbi no Kisu (ご褒美のキス)                                          | 7 sierpnia 2008     | 16 czerwca 2010 |
| 19 | Winter in Ikstova Fuyu no Ikusutōva (冬のイクストーヴァ)                           | 14 sierpnia 2008    | 17 czerwca 2010 |
| 20 | First Dream of a Nightmare Akumu no Hatsuyume (悪夢の初夢)                         | 21 sierpnia 2008    | 18 czerwca 2010 |
| 21 | The Father and Daughter of Destiny Shukumei no Oyako (宿命の父娘)                  | 28 sierpnia 2008    | 19 czerwca 2010 |
| 22 | The Revealed Hidden Treasure Akasareta Hihō (明かされた秘宝)                       | 4 września 2008     | 20 czerwca 2010 |
| 23 | Accidental Travelers Gūzen no Ryokōshatachi (偶然の旅行者たち)                     | 11 września 2008    | 21 czerwca 2010 |
| 24 | The Great Train Operation Ressha Daisakusen (列車大作戦)                           | 17 września 2008    | 22 czerwca 2010 |
| 25 | The Criminal Laughs Secretly Hannin wa Hisoka ni Warau (犯人は密かに笑う)          | 25 września 2008    | 23 czerwca 2010 |
| 26 | My Prince Watashi no Ōji-sama (私の王子様)                                         | 2 października 2008 | 24 czerwca 2010 |

## Muzyka
Opening: (odcinki 01-26) "Tameiki no Hashi", wykonany przez Kuricorder Quartet i Shione Yukawa
Ending: (odcinki 01-26) "Sayonara no Omajinai", wykonany przez Kuricorder Quartet i Sō Matsumoto.